# Rapunzel - Le incredibili nozze
Rapunzel - Le incredibili nozze (Tangled Ever After) è un cortometraggio statunitense di animazione digitale del 2012 diretto da Nathan Greno e Byron Howard.
È il sequel di Rapunzel - L'intreccio della torre.

## Trama
Due anni dopo la scomparsa mortale di Madre Gothel e gli eventi della serie, il popolo del regno di Corona si sta radunando per festeggiare le nozze di Rapunzel con Eugene. Pascal e Maximus, rispettivamente il camaleonte floreale e il destriero incaricato di portare gli anelli, perdono le fedi. Si scatena così una ricerca frenetica per ritrovarle prima che qualcuno si accorga della loro scomparsa. Alla fine le trovano e Rapunzel e Eugene si sposano.